# Ferocactus robustus
Ferocactus robustus är en kaktusväxtart som först beskrevs av Heinrich Friedrich Link och Christoph Friedrich Otto, och fick sitt nu gällande namn av Nathaniel Lord Britton och Joseph Nelson Rose. Ferocactus robustus ingår i släktet Ferocactus och familjen kaktusväxter. Inga underarter finns listade i Catalogue of Life.

## Bildgalleri

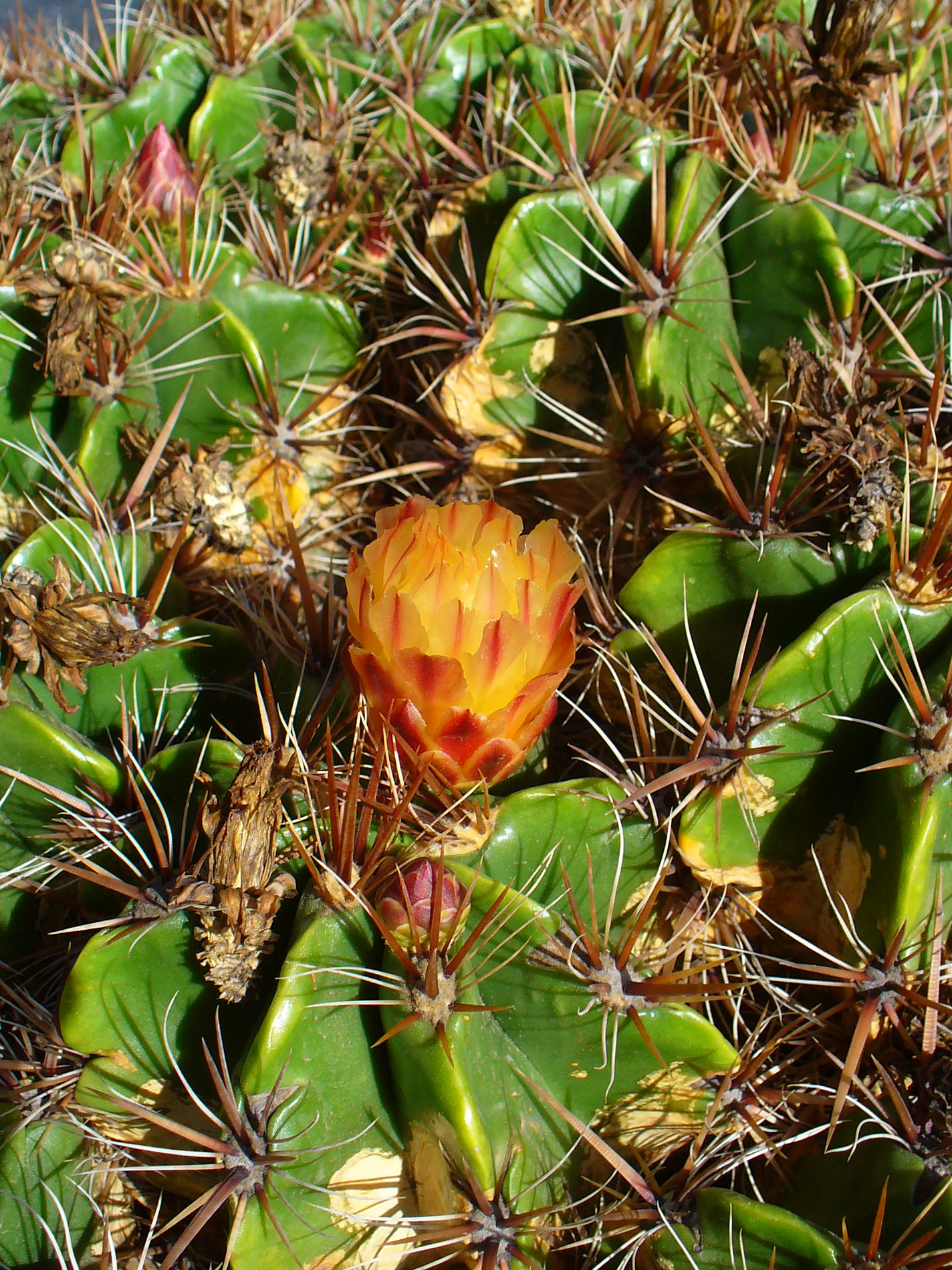
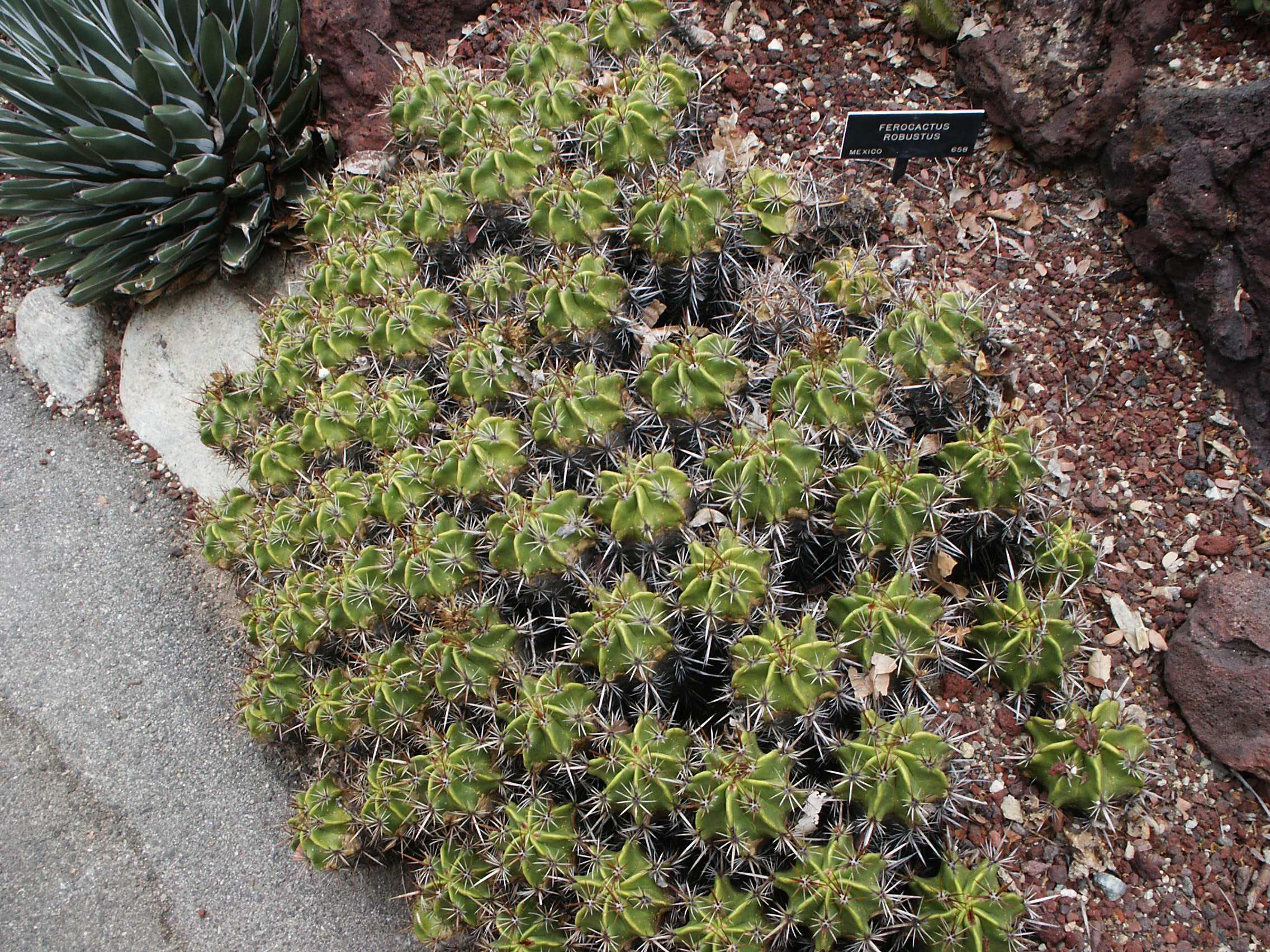
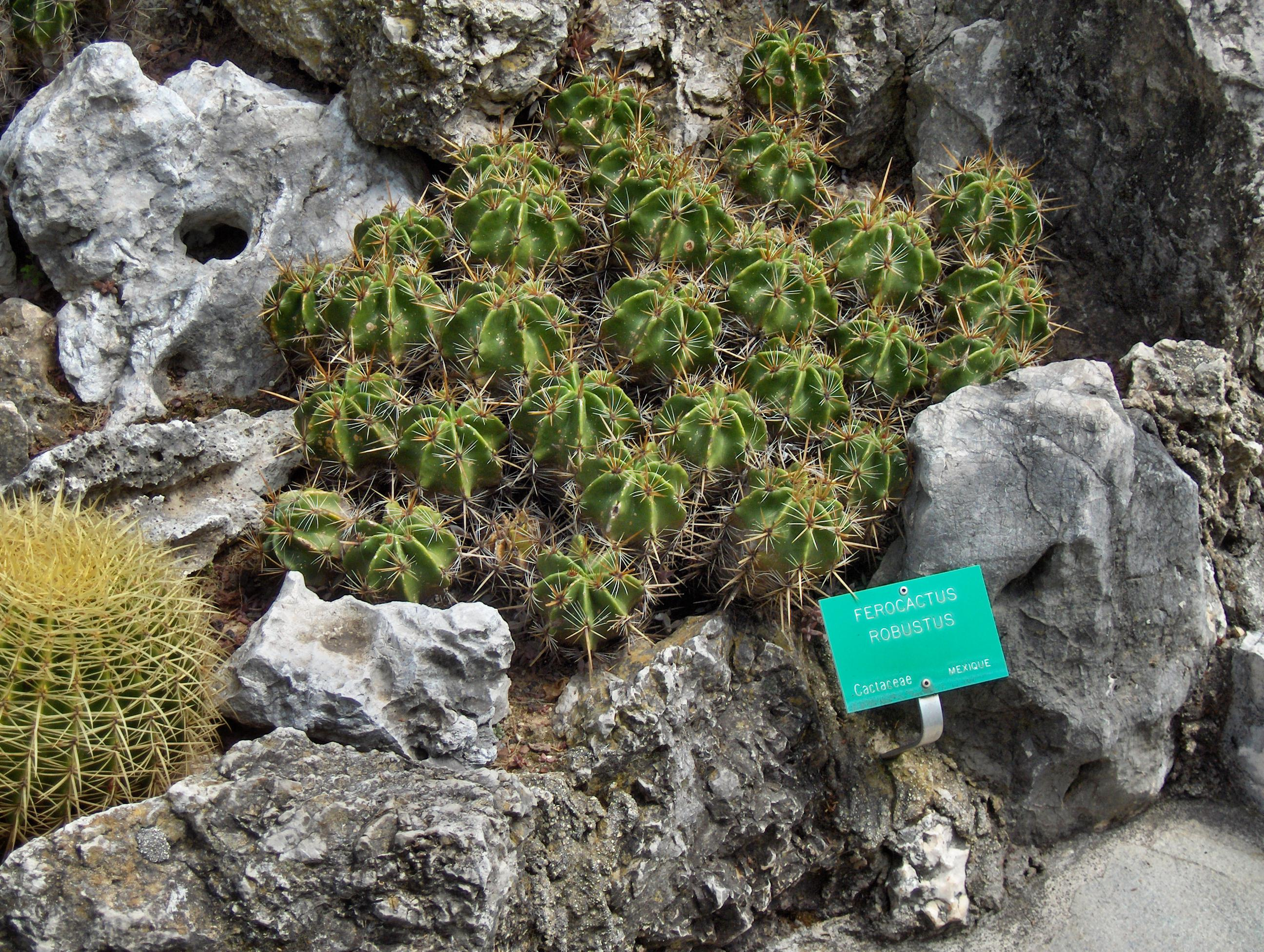
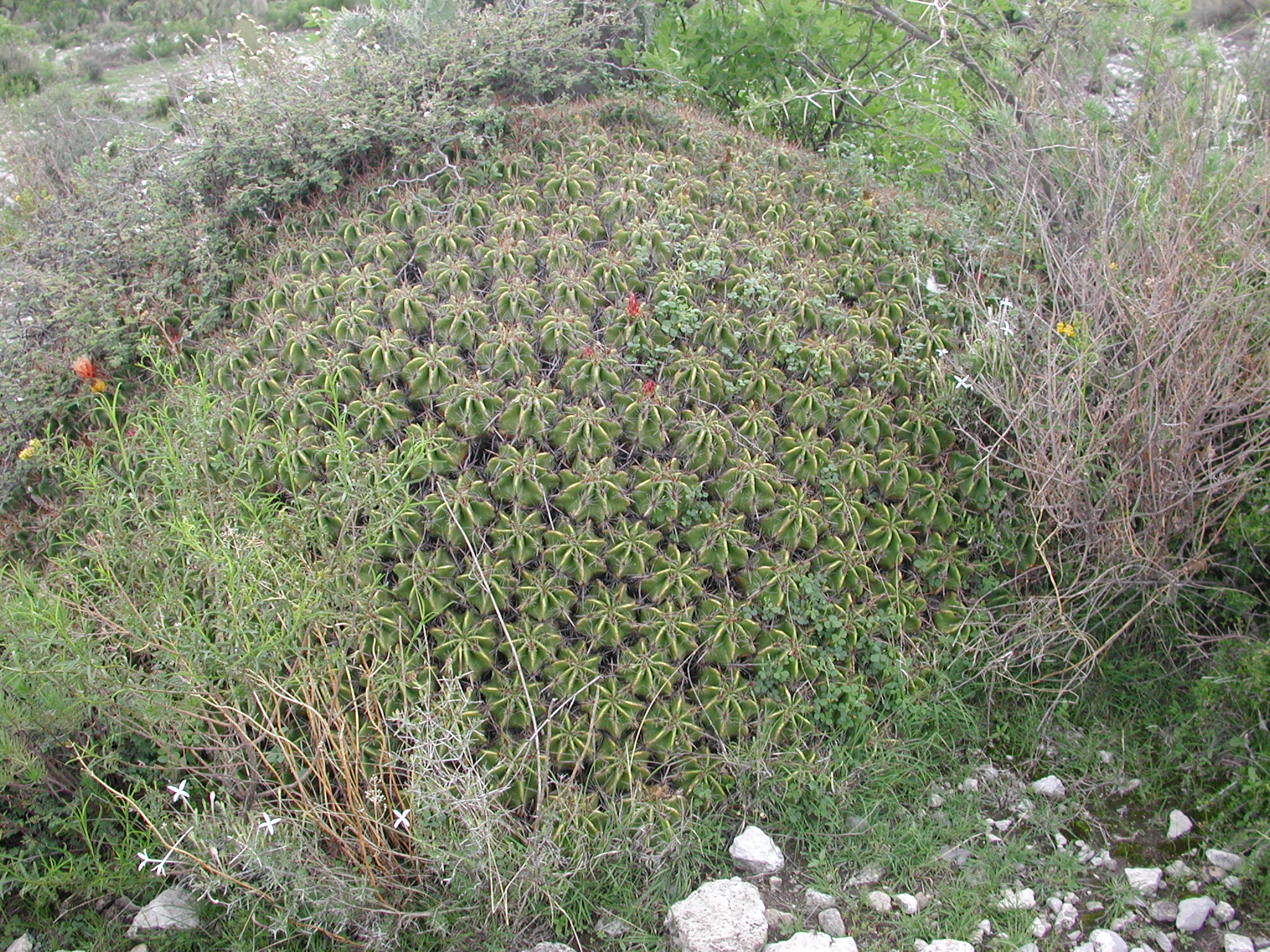
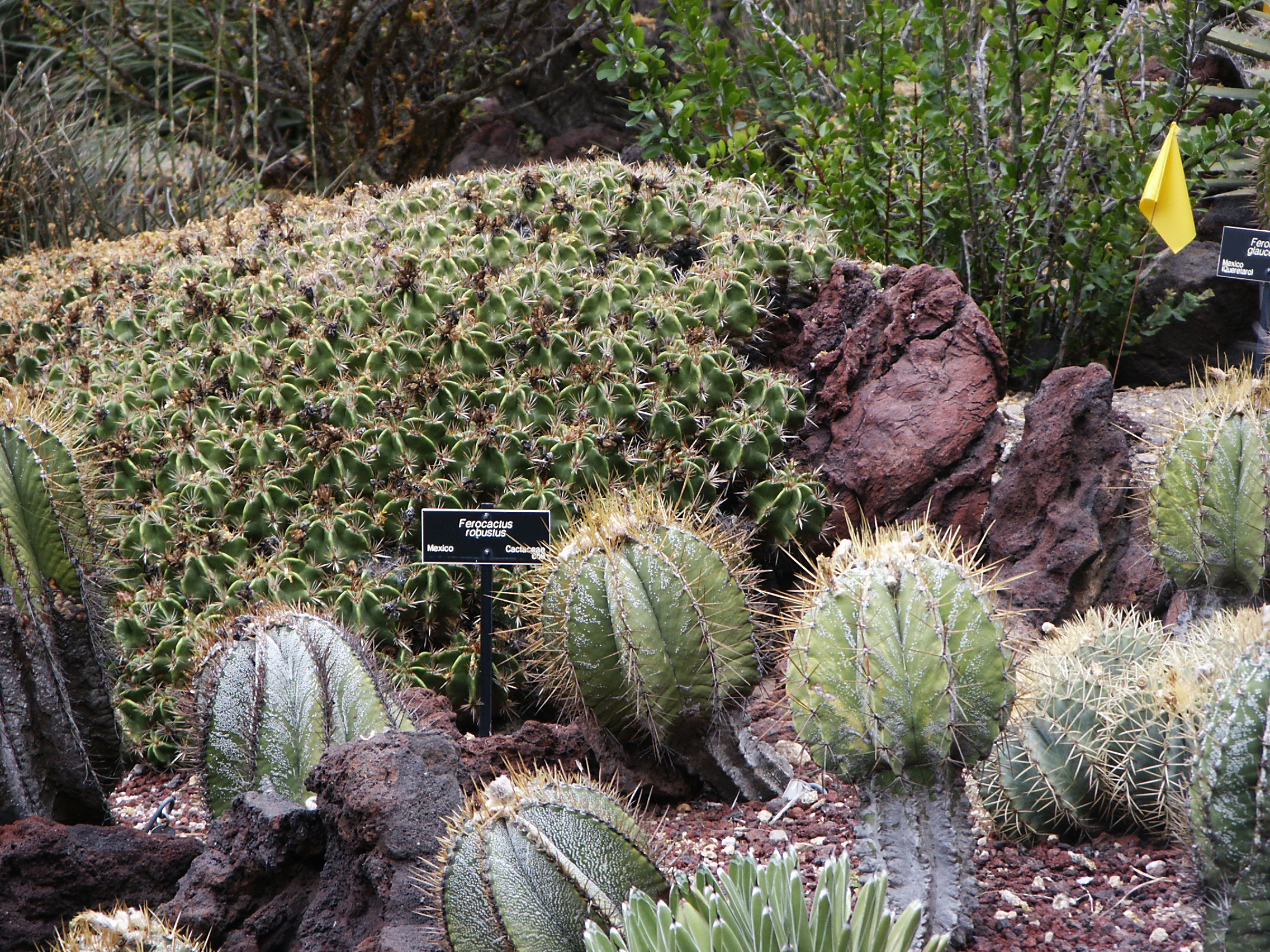
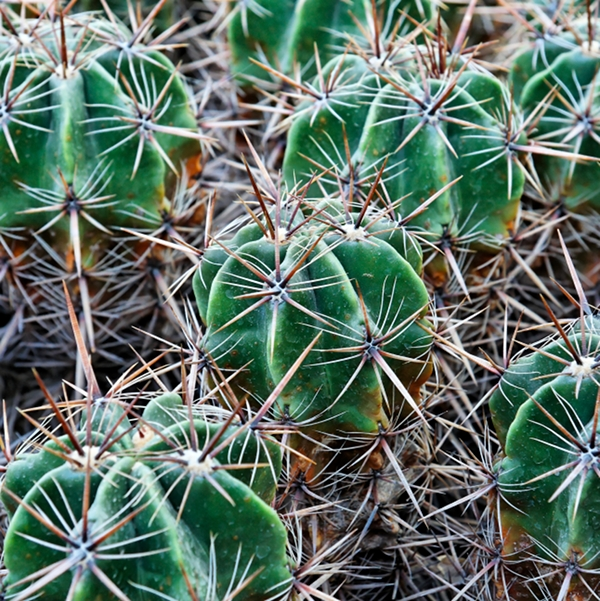